# Tamási Zoltán (labdarúgó)
Tamási Zoltán (Budapest, 1972. július 15. –) magyar bajnok labdarúgó, középpályás, edző.

## Pályafutása

### Játékosként
1993. június 19-én mutatkozott be az élvonalban az MTK csapatában a Rába ETO ellen hazai pályán csereként, ahol csapata 7–1-es győzelmet ért el. 1996-ban igazolt az Újpesthez, ahol pályafutása meghatározó és legsikeresebb idejét töltötte. Egy bajnoki címet és két ezüstérmet szerzett az újpesti együttessel. Tagja volt a 2002-es kupagyőztes csapatnak. 2005-ben a Diósgyőri VTK együtteséhez szerződött, de egy sípcsonttörés miatt bajnoki mérkőzésen nem szerepelt. 2006-ban REAC színeiben szerepelt az első osztályban, de régi formáját már nem tudta visszaszerezni a sérülése után. 2006. december 10-én szerepelt utoljára élvonalbeli mérkőzésen, majd abbahagyta az aktív labdarúgást.

### Edzőként
Először a Felcsút SE csapatánál tevékenykedett pályaedzőként, majd 2010-11-ben a Nagytétényi SE szakmai munkáját irányította. 2011-től az Újpest U15-ös csapatának a vezetőedzője volt. 2013. április és 2014. szeptember között a Salgótarjáni BTC, 2015. január és február között a Kaposvári Rákóczi együtteseinek szakmai vezetője volt. 2016 áprilisa óta a Szigetszentmiklósi TK vezetőedzője.

## Sikerei, díjai
Újpest
- Magyar bajnokság
  - bajnok: 1997–98
  - 2.: 1996–97, 2003–04
- Magyar kupa
  - győztes: 2002
  - döntős: 1998